# Trava, Loški potok
Trava este o localitate din comuna Loški potok, Slovenia, cu o populație de 25 de locuitori.